# اریهوئلا دل ترمدال
اریهوئلا دل ترمدال (به اسپانیایی: Orihuela del Tremedal) یک شهرستان در اسپانیا است که در استان تروئل واقع شده‌است.

## خصوصیات
اریهوئلا دل ترمدال ۷۱ کیلومترمربع مساحت و ۶۰۵ نفر جمعیت دارد.